# اولگا فدوری
اولگا فدوری (اوکراینی: Ольга Вікторівна Федоріщева، آوانگاری: Ol'ha Viktorivna Fedorishcheva؛ زادهٔ ۱۷ مارس ۱۹۸۴) بازیگر اهل اوکراین است. وی از سال ۲۰۰۴ میلادی تاکنون مشغول فعالیت بوده‌است.
از فیلم‌ها یا برنامه‌های تلویزیونی که وی در آن نقش داشته‌است می‌توان به مرد گرگنما اشاره کرد.